# Hospital Nacional Arzobispo Loayza
El Hospital Nacional Arzobispo Loayza (HNAL) es un centro hospitalario público ubicado en Lima (Perú). Es administrado por el Ministerio de Salud del Perú. Fue fundado por el primer arzobispo del Perú, Gerónimo de Loayza en 1549 como Hospital de Santa Ana, el cual prestó servicios de salud a la población indígena y a mujeres pobres. A inicios del siglo XX, la Beneficencia Pública de Lima emprendió la construcción de su actual local en la avenida Alfonso Ugarte.

## Historia
El más lejano antecedente del actual Hospital Loayza es el Hospital Santa Ana de los Naturales o Nuestra Señora de Santa Ana, el hospital más antiguo de Lima. Este fue fundado en 1549 por el primer arzobispo del Perú y de América, Jerónimo de Loayza. En ese entonces estaba ubicado en la plazuela del mismo nombre, contiguo a la iglesia parroquial de Santa Ana, en la ciudad de Lima, capital del Virreinato del Perú (actualmente por el Jirón Antonio Miró Quesada, en el Cercado de Lima).
Al igual que los hospitales de San Andrés, San Bartolomé y el Refugio de Incurables, este hospital colonial era de tipo claustro. Su propósito era dar atención a la gente pobre de ambos sexos, en su mayoría indígenas afectados por las enfermedades traída por los españoles durante la conquista. Desde sus inicios, el hospital también atendió negros africanos esclavizados. El mismo arzobispo Loayza falleció en 1575 en una pequeña habitación del hospital y fue enterrado en el patio del local, hasta que posteriormente sus restos fueron trasladados a la cripta de la Catedral de Lima. De su administración se encargaron las hermandades de la misericordia y de la caridad, fundadas en 1559 a raíz de una epidemia de peste que asoló el país.  En 1732 el hospital pasó a ser administrado por los bethlemitas.
Establecida la República del Perú, el hospital Santa Ana se convirtió en un hospital militar, por decreto de Simón Bolívar (1824), que confirmó un decreto en el mismo sentido dado José de San Martín. Durante el gobierno de Andrés de Santa Cruz dejó de tener esa función (1836).
En 1841, bajo el segundo gobierno de Agustín Gamarra, el Hospital de Santa Ana se convirtió en un hospital dedicado a la atención exclusiva de mujeres de bajos recursos económicos.  Ello ocurrió a raíz del cierre del Hospital de Mujeres de Santa María de la Caridad, donde había funcionado, desde 1830, la Casa de la Maternidad de Lima, cuyas pacientes fueron trasladadas al hospital de Santa Ana.
El hospital de Santa Ana cobijó a la Maternidad de Lima de 1841 a 1857, y de 1881 a 1925. El médico de la Universidad de San Marcos Constantino T. Carvallo habilitó un ambiente del hospital como sala quirúrgica para la enseñanza ginecológica. Dicha sala, conocida como la Sala de Las Mercedes, fue el primer quirófano moderno del Perú. En este se aplicaron las técnicas modernas de la cirugía, con énfasis en los métodos de esterilización y en la asepsia quirúrgica. Carvallo dictó el 17 de agosto de 1898 en el hospital de Santa Ana la primera clase de ginecología impartida en el Perú.
Ya considerado como una reliquia histórica de la asistencia hospitalaria nacional, el Hospital de Santa Ana funcionó hasta 1925, cuando fue clausurado, al ser reemplazado por un hospital más moderno, el Hospital Arzobispo Loayza, erigido en la avenida Alfonso Ugarte. En una parte del extenso terreno que ocupó el viejo Hospital de Santa Ana, se elevó posteriormente el edificio de la Maternidad de Lima, actualmente Instituto Nacional Materno Perinatal.

### Hospital Nacional Arzobispo Loayza
El Hospital Santa Ana se hallaba a cargo de la Beneficencia de Lima. En 1902, debido a que sus instalaciones se hallaban deterioradas, esta decidió construir en su reemplazo un nuevo y moderno hospital sobre un terreno de su propiedad situado en la avenida Alfonso Ugarte, cerca a la Plaza Dos de Mayo, en el Centro de Lima. La Resolución Suprema que aprobó su construcción se dio el 27 de enero de 1905, bajo el primer gobierno de José Pardo. Para tal efecto se constituyó un comité ejecutivo de asistencia social y hospitalaria, presidido por el médico y filántropo Augusto Pérez Araníbar, el verdadero impulsor de la obra. En 1912 se le encargó el diseño del nuevo edificio al arquitecto francés Claudio Sahut, y el proyecto mereció la Medalla de Oro en la Exposición Internacional de Higiene. Por razones económicas, de este diseño solo se pudo construir el muro perimetral y algunas cimentaciones.
La construcción del hospital empezó el 25 de mayo de 1915, bajo el primer gobierno de Óscar R. Benavides, quien puso la primera piedra. En ese entonces erl sitio estaba el límite de la ciudad, en el trazado de la Muralla de Lima, demolida en 1871. Fue inaugurado tras un importante retraso el 11 de diciembre de 1924, bajo el gobierno de Augusto B. Leguía, siendo bautizado con el nombre de Hospital de Mujeres Arzobispo Loayza, en honor a su fundador colonial. Todo el personal y equipo del antiguo hospital Santa Ana fue trasladado a la nueva sede. La administración quedó a cargo de las hijas de la caridad de San Vicente de Paúl. Su primera superiora administradora fue sor Rosa Larrabure, que desarrolló una importante labor social; fue también la primera directora de la Escuela Nacional de Enfermería.  El primer médico director del Hospital fue el cirujano Juvenal Denegri.
Al igual que su antecesor, el Hospital Arzobispo Loayza siguió brindando atención preferente a mujeres de bajos recursos económicos, hasta mediados de los años 1990, cuando empezó a atender a pacientes de ambos sexos.[cita requerida] El 31 de enero de 1974 pasó a depender del Ministerio de Salud. Sus servicios cubren un amplio abanico de especialidades.

## Galería

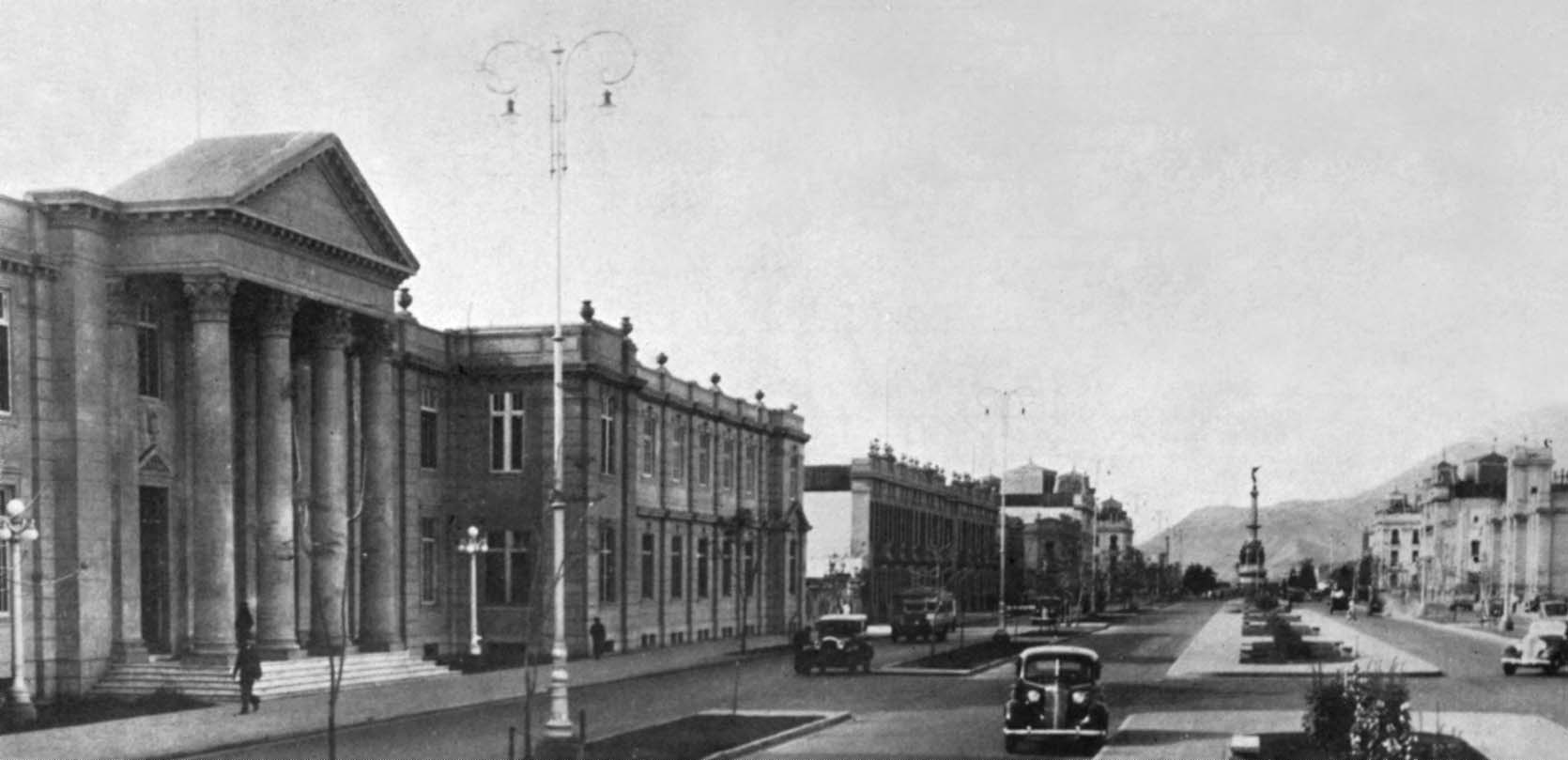
Imagen histórica con la recién inaugurada avenida Alfonso Ugarte
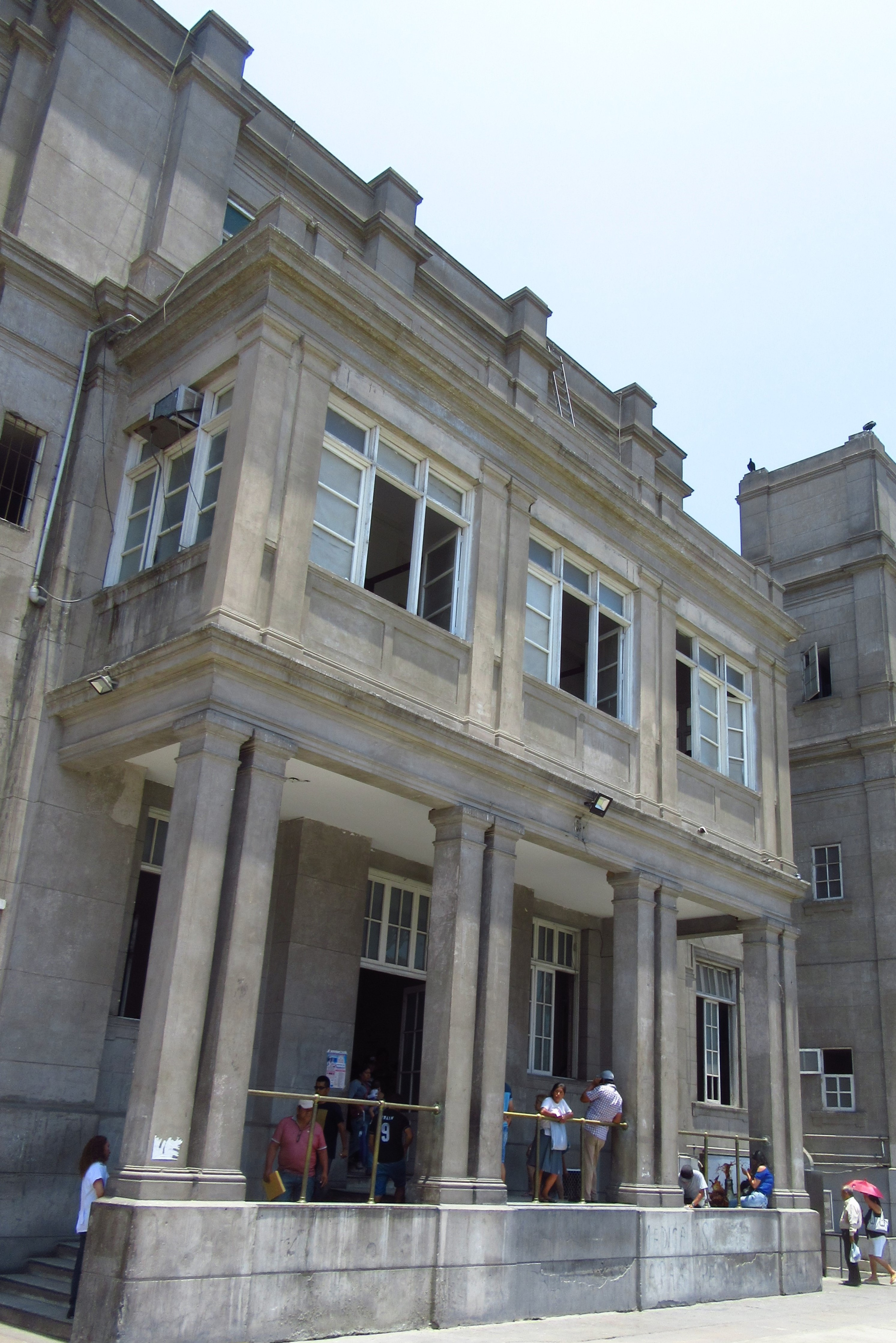
Interior en 2017